# Юманай (Шумерлинський район)
Юмана́й (рос. Юманай, чув. Юманай) — село у складі Шумерлинського району Чувашії, Росія. Адміністративний центр Юманайського сільського поселення.
Населення — 566 осіб (2010; 588 у 2002).
Національний склад:
- чуваші — 99 %